# Авангард-1
«Аванга́рд-1» (англ. Vanguard 1) — спутник (а также соответствующая ракета-носитель), запущенный в США 17 марта 1958 года по программе Международного Геофизического года. Второй американский спутник.
Спутник имел при запуске массу 1474 грамма, что было значительно меньше, чем масса советских ИСЗ и даже спутника «Эксплорер-1» (8,3 кг), уже запущенного полутора месяцами раньше. Хотя планировалось, что «Авангард» полетит ещё в 1957 году, авария ракеты (Авангард TV3) в момент попытки запуска нарушила эти планы, и спутник стал вторым американским аппаратом в космосе. Зато достаточно высокая орбита обеспечила ему гораздо более долгую жизнь. Он и сейчас находится на орбите, спустя 60 лет после запуска — это самый старый искусственный объект, находящийся в околоземном космическом пространстве.

## Конструкция
Аппарат имеет форму шара с 6 стержнями антенн. Диаметр сферической оболочки — 16,5 см, питание аппаратуры спутника осуществлялось от ртутно-цинковых батарей, дополнительно маломощный передатчик получал энергию от солнечных батарей. В схеме были широко применены полупроводниковые транзисторы, что позволило сделать его электронику столь компактной. Кроме того, это первый спутник с солнечными батареями. В советских спутниках полупроводниковая схемотехника и солнечные батареи начали применяться далеко не сразу. Из приборов спутник имеет на борту счетчик Гейгера, несколько термометров, два устройства идентификации микрометеоритов.

## История проекта
Сложная судьба этого спутника была связана с соперничеством ракетных программ ВВС, ВМС и армии США, каждый из родов войск стремился разработать собственную ракету, программа «Авангард» относилась к флоту, программа «Эксплорер» — к армии. Ракета «Авангард», в отличие «Юпитер-С», запустившей «Эксплорер», была специально разработана как ракета для запуска ИСЗ. Она весила всего 10 тонн и остаётся самой миниатюрной из ракет-носителей с жидкостными двигателями. Конструкция ракеты была весьма противоречива, на первой ступени использовались керосин и жидкий кислород, на второй — азотная кислота и НДМГ. Кроме того, ракета заправлялась жидким пропаном (использовался для работы двигателя второй ступени и для ориентации) и концентрированной перекисью водорода (для турбонасоса подачи топлива первой ступени). Такая «мешанина» была обусловлена стремлением сократить финансовые и временные издержки и максимально использовать уже имевшееся «железо» геофизических ракет «Викинг» и «Аэроби». Ракета вышла не очень надёжной, удачными были менее половины пусков.
Кроме «Авангарда-1», на орбиту были выведены «Авангард-2» и «Авангард-3», они были заметно больше и тяжелее «родоначальника», хотя и оставались, по классификации XXI века, микроспутниками массой 10—20 кг. «Авангард-1» следует отнести к наноспутникам.
Несмотря на пренебрежительное отношение к «грейпфруту» (даже и в США), научные результаты его работы были существенны. Так, подтвердилось существование радиационных поясов Земли, была уточнена форма Земли.
В отличие от первых советских спутников, быстро сгоревших в атмосфере, «Авангард-1» продолжает находиться на высокой эллиптической орбите: от 650 до 3800 км от Земли. По прогнозам специалистов, спутник будет оставаться на орбите ещё многие сотни, если не тысячи лет.